# الحديقة الوطنية بوادي الزان
الحديقة الوطنية بوادي الزان هي حديقة وطنية تونسية في طور الإنشاء منذ سنة 2010.

تقع هذه الحديقة في معتمدية عين دراهم من ولاية جندوبة، وهي تمسح 6700 هكتارا.
تعتبر أشجار البلوط أبرز مكوّنات الغطاء النباتي لهذه الحديقة. ومن بين الحيوانات التي سيقع ايوائها بها الأيل الأطلسي.